# New York Red Bulls 2007
 Questa voce raccoglie le informazioni riguardanti il New York Red Bulls nelle competizioni ufficiali della stagione 2007.

## Stagione
I New York Red Bulls terminano il campionato al 4º posto di Eastern Conference e al 6º nella classifica generale. Qualificatisi ai play-off, vengono eliminati nei quarti di finale dal N.E. Revolution

## Maglie e sponsor
| Casa | Trasferta |

## Rosa
| N. |                                 | Ruolo | Calciatore          |
| -- | ------------------------------- | ----- | ------------------- |
| 1  | Stati Uniti (bandiera)          | P     | Tony Meola          |
| 2  | Stati Uniti (bandiera)          | D     | Marvell Wynne       |
| 3  | Stati Uniti (bandiera)          | D     | Danny O'Rourke      |
| 4  | Stati Uniti (bandiera)          | D     | Carlos Mendes       |
| 5  | Stati Uniti (bandiera)          | D     | Santino Quaranta    |
| 6  | Stati Uniti (bandiera)          | C     | Seth Stammler       |
| 8  | Bosnia ed Erzegovina (bandiera) | C     | Sinisa Ubiparipovic |
| 9  | Colombia (bandiera)             | A     | Juan Pablo Ángel    |
| 10 | Stati Uniti (bandiera)          | C     | Claudio Reyna       |
| 11 | Paesi Bassi (bandiera)          | A     | Dave van den Bergh  |
| 12 | Stati Uniti (bandiera)          | C     | Blake Camp          |
| 14 | Stati Uniti (bandiera)          | C     | Joe Vide            |
| 15 | Stati Uniti (bandiera)          | C     | Dema Kovalenko      |

| N. |                        | Ruolo | Calciatore       |
| -- | ---------------------- | ----- | ---------------- |
| 16 | Stati Uniti (bandiera) | D     | Todd Dunivant    |
| 17 | Stati Uniti (bandiera) | A     | Jozy Altidore    |
| 19 | Stati Uniti (bandiera) | C     | Chris Henderson  |
| 20 | Honduras (bandiera)    | C     | Amado Guevara    |
| 21 | Scozia (bandiera)      | C     | Peter Canero     |
| 22 | Stati Uniti (bandiera) | P     | Michael Behonick |
| 23 | Stati Uniti (bandiera) | D     | Jeff Parke       |
| 26 | Stati Uniti (bandiera) | D     | Taylor Graham    |
| 27 | Francia (bandiera)     | C     | Elie Ikangu      |
| 28 | Haiti (bandiera)       | A     | Jerrod Laventure |
| 32 | Austria (bandiera)     | C     | Markus Schopp    |
| 33 | Stati Uniti (bandiera) | C     | David Arvizu     |